# Manuel Zevallos Torres
Manuel Zevallos Torres fue un médico y político peruano. 
Estudió en la Facultad de Medicina de la Universidad de San Marcos, graduándose, con nota sobresaliente, en 1878.
Fue elegido diputado suplente por la provincia de Urubamba entre 1879 y 1881 durante el gobierno de Nicolás de Piérola y la guerra con Chile. Luego del inicio de la Guerra del Pacífico, Zevallos con varios otros de sus compañeros, ofrecieron al gobierno peruano sus servicios profesionales.